# Gioacchino Cascone
Gioacchino Cascone (Castellammare di Stabia, 6 marzo 1972) è un ex canottiere italiano, due volte vicecampione mondiale di canottaggio, la prima di queste medaglie d'argento fu anche l'ultima conquistata da Carmine Abbagnale, l'unica non in coppia col fratello Giuseppe.

## Carriera
In aggiunta alle medaglie mondiali, si è classificato 4º, con l'equipaggio del otto con, ai Giochi olimpici di Sydney 2000.

## Palmarès
| Anno | Manifestazione      | Sede         | Evento  | Risultato |
| ---- | ------------------- | ------------ | ------- | --------- |
| 1994 | Campionati mondiali | Indianapolis | Due con | Argento   |
| 1998 | Campionati mondiali | Colonia      | Due con | Argento   |